# Proctoporus titans
Proctoporus titans — вид ящірок родини гімнофтальмових (Gymnophthalmidae). Ендемік Перу. Описаний у 2023 році.

## Поширення і екологія
Proctoporus titans відомі з типової місцевості, розташованої в Національному парку Отіші, в горах Кордильєра-де-Вількабамба, в регіоні Куско, на висоті від 3241 до 3269 м над рівнем моря.